# Communes du Burundi
La commune est au Burundi la division administrative de 2e niveau. En 2016, on en dénombre 119. Chacune d'entre elles comprend des collines.

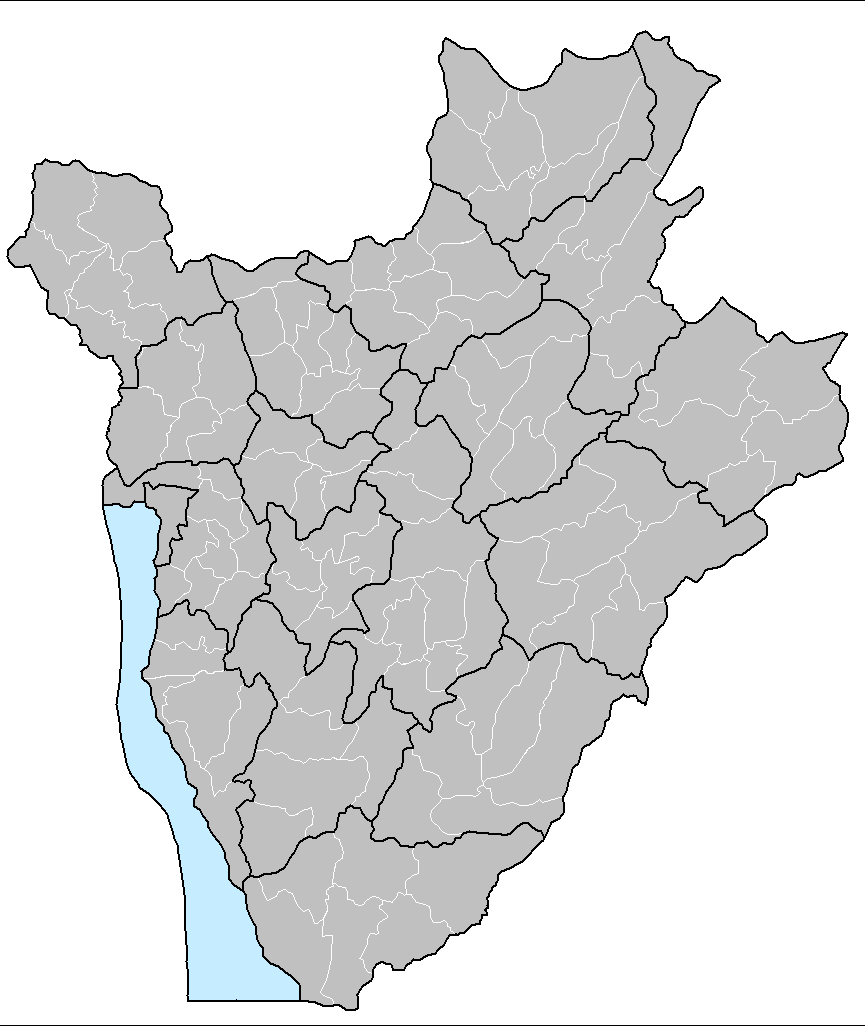
Communes du Burundi

## Liste par province
La liste des communes par province est la suivante : 

### Province de Bubanza
1. Commune de Bubanza
2. Commune de Gihanga est l'une des communes de la province Bubanza, frontalière avec la RDC à l'ouest , au nord se trouve la commune Buganda de Cibitoke; elle est traversée par la RN5. elle connait la culture du riz et du mais. son relief est constitué en totalité par la plaine(cfr plaine de la Rusizi)
3. Commune de Musigati
4. Commune de Mpanda
5. Commune de Rugazi

### Province de Bujumbura Mairie
1. Commune de Muha
2. Commune de Mukaza
3. Commune de Ntahangwa

### Province de Bujumbura
1. Commune d'Isale
2. Commune de Kabezi
3. Commune de Kanyosha (Bujumbura rural)
4. Commune de Mubimbi
5. Commune de Mugongomanga
6. Commune de Mukike
7. Commune de Mutambu
8. Commune de Mutimbuzi
9. Commune de Nyabiraba

### Province de Bururi
1. Commune de Bururi
2. Commune de Matana
3. Commune de Mugamba
4. Commune de Rutovu
5. Commune de Songa
6. Commune de Vyanda

### Province de Cankuzo
1. Commune de Cankuzo
2. Commune de Cendajuru
3. Commune de Gisagara
4. Commune de Kigamba
5. Commune de Mishiha

### Province de Cibitoke
1. Commune de Buganda
2. Commune de Bukinanyana
3. Commune de Mabayi
4. Commune de Mugina
5. Commune de Murwi
6. Commune de Rugombo

### Province de Gitega
1. Commune de Bugendana
2. Commune de Bukirasazi
3. Commune de Buraza
4. Commune de Giheta
5. Commune de Gishubi
6. Commune de Gitega
7. Commune de Itaba
8. Commune de Makebuko
9. Commune de Mutaho
10. Commune de Nyarusange
11. Commune de Ryansoro

### Province de Karuzi
1. Commune de Bugenyuzi
2. Commune de Buhiga
3. Commune de Gihogazi
4. Commune de Gitaramuka
5. Commune de Mutumba
6. Commune de Nyabikere
7. Commune de Shombo

### Province de Kayanza
1. Commune de Butaganzwa
2. Commune de Gahombo
3. Commune de Gatara
4. Commune de Kabarore
5. Commune de Kayanza
6. Commune de Matongo
7. Commune de Muhanga
8. Commune de Muruta
9. Commune de Rango

### Province de Kirundo
1. Commune de Bugabira
2. Commune de Busoni
3. Commune de Bwambarangwe
4. Commune de Gitobe
5. Commune de Kirundo
6. Commune de Ntega
7. Commune de Vumbi

### Province de Makamba
1. Commune de Kayogoro
2. Commune de Kibago
3. Commune de Mabanda
4. Commune de Makamba
5. Commune de Nyanza-Lac
6. Commune de Vugizo

### Province de Muramvya
1. Commune de Bukeye
2. Commune de Kiganda
3. Commune de Mbuye
4. Commune de Muramvya
5. Commune de Rutegama

### Province de Muyinga
1. Commune de Buhinyuza
2. Commune de Butihinda
3. Commune de Gashoho
4. Commune de Gasorwe
5. Commune de Giteranyi
6. Commune de Muyinga
7. Commune de Mwakiro

### Province de Mwaro
1. Commune de Bisoro
2. Commune de Gisozi
3. Commune de Kayokwe
4. Commune de Ndava
5. Commune de Nyabihanga
6. Commune de Rusaka

### Province de Ngozi
1. Commune de Busiga
2. Commune de Gashikanwa
3. Commune de Kiremba
4. Commune de Marangara
5. Commune de Mwumba
6. Commune de Ngozi
7. Commune de Nyamurenza
8. Commune de Ruhororo
9. Commune de Tangara

### Province de Rumonge
1. Commune de Bugarama
2. Commune de Burambi
3. Commune de Buyengero
4. Commune de Muhuta
5. Commune de Rumonge

### Province de Rutana
1. Commune de Bukemba
2. Commune de Giharo
3. Commune de Gitanga
4. Commune de Mpinga-Kayove
5. Commune de Musongati
6. Commune de Rutana

### Province de Ruyigi
1. Commune de Butaganzwa
2. Commune de Butezi
3. Commune de Bweru
4. Commune de Gisuru
5. Commune de Kinyinya
6. Commune de Nyabitsinda
7. Commune de Ruyigi